# Адам Џоунс (музичар)
Адам Томас Џоунс (енгл. Adam Thomas Jones 15. јануар 1965) је три пута Греми награђивани амерички музичар и визуелни уметник, најпознатији као гитариста бенда Тул. Џонс је на позицији 75. "100 највећих гитариста свих времена" часописа Ролинг стоун и на 9. месту по часопису Guitar World на листи "Топ 100 највећих метал гитариста". Јонес је и режирао већину Тулових музичких спотова.

## Биографија

### Ране године и лични живот
Адам Џоунс је рођен у Парк Риџу, Илиноис, а одрастао је у Либертивил, Илиноис. Он је примљен у Сузуки програм, и наставио је да свира виолину током прве године средње школе. Он би увек прескакао цркву да би читао недељне стрипове. Као дете имао је интересовање за анимацији, претварајући своје идеје у тродимензионалне скулптуре, што објашњава зашто Тулови музички спотови често имају 3Д ефекте. Касније је почео да свира акустични бас у оркестру.
Поред свирања класичне музике, Џоунс је свирао бас гитару у бенду "Електрик шип", уз Том Морела из Рејџ агејнст д машин, док се Џоунс није преселио у Калифорнију (Морело се ускоро такође преселио). Како они тврде, бенд је био прилично непопуларан у то време. Џоунс никада није имао традиционалне часове гитаре, али уместо тога учио је по слуху.
Џоунс се верио 27. јануара 2013. са сликарком Корин Фаот. Просидба је била пре "Ројал рамбла". Ванчали су се 6. јула 2013.